# Graeme Ede
Graeme Ede (ur. 7 lutego 1960 w Southbridge) – nowozelandzki strzelec specjalizujący się w trapie, trzykrotny medalista mistrzostw Oceanii, olimpijczyk z Pekinu.

## Życiorys
Nowozelandczyk zaczął uprawiać sport w 1978 roku. Jest praworęczny, mierzy z broni prawym okiem.

## Przebieg kariery
Zadebiutował na arenie międzynarodowej w 1991 roku, startując w mistrzostwach Australii i Oceanii rozgrywanych w Adelaide. W konkurencji trapu uplasował się na 5. pozycji, w eliminacjach uzyskując rezultat 179 punktów, w finale zaś 18 punktów. Dwa lata później, także podczas mistrzostw Australii i Oceanii zdobył brązowy medal w konkurencji trapu podwójnego oraz zajął 5. pozycję w konkurencji trapu.
W 2006 wywalczył złoty medal igrzysk Wspólnoty Narodów w konkurencji trapu.
W 2007 i 2011 roku wywalczył kolejne dwa brązowe medale mistrzostw Australii i Oceanii, także w konkurencji trapu podwójnego. Uczestniczył w letniej olimpiadzie w Pekinie, startując w dwóch konkurencjach – w trapie uplasował się na 20. pozycji z wynikiem 114 punktów, natomiast w trapie podwójnym zajął 18. pozycję z wynikiem 113 punktów. Po raz ostatni w zawodach rangi międzynarodowej pojawił się w 2015 podczas mistrzostw Australii i Oceanii w Sydney, na których zajął 7. pozycję z rezultatem 109 punktów.